# デフロスター
デフロスター（defroster）は、着霜・着氷・結露を防止するための装置。電気冷蔵庫、自動車、鉄道車両、航空機などに取り付けられている。

## 冷蔵庫のデフロスター
最近の一般的な冷蔵庫には自動霜取装置が取り付けられており、定期的に自動で霜取りが行われ、その水分を蒸発皿（通常は本体下部）にためて蒸発させている。したがって、霜取りの作業は原則として必要でない。ただし、自動霜取装置が付いていても、庫内の食品に水分が多く庫内の湿度が高い場合、ドアの開閉回数が多い場合などには、着霜・着氷・結露を生じることがある。

## 自動車・鉄道車両のデフロスター
自動車や鉄道車両では正面ガラス結露を防止し、運転者の視界を確保するためにデフロスター装置が装備される。自動車の場合、フロントガラスはエンジンの排熱を利用した温風吹き付けタイプが主流である。鉄道車両や自動車後部ガラスに装備されるものはガラスに電熱線がプリントされており、電流の抵抗熱による。

## 航空機のデフロスター
航空機では翼への着氷を防止するためにデフロスターの装置が導入される。